# یوتی‌سی ۳:۰۰-

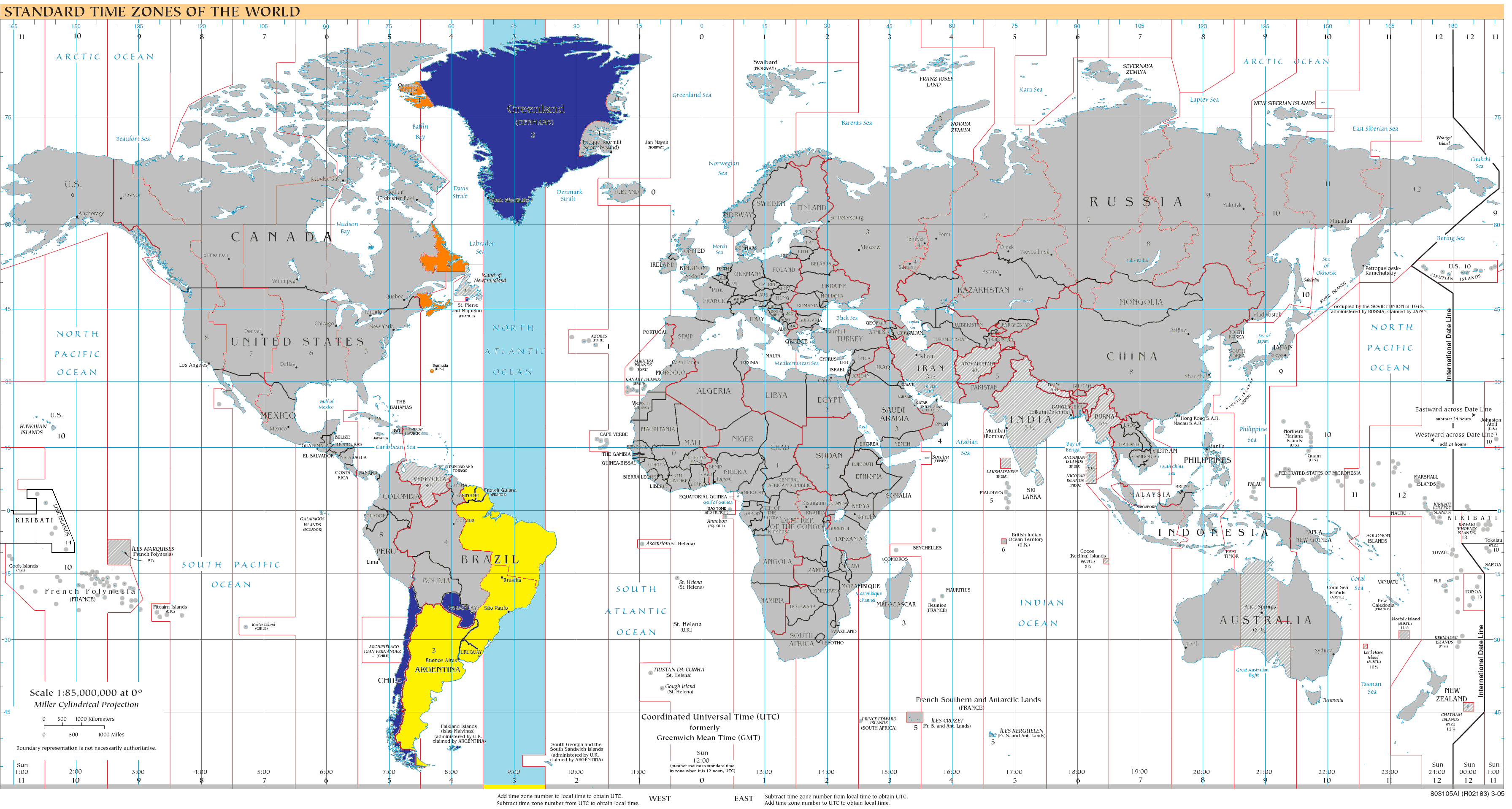
UTC−03: آبی (ژانویه), نارنجی (ژوئیه), زرد (تمام سال), Light آبی - محدوده دریا

هم‌اکنون زمان‌بندی گرینویچ منفی ۳:۰۰- (به انگلیسی: UTC−03:00) برای اندازه گیری زمان کاربرد دارد.

## زمان استاندارد در تمام سال
- سورینام
- جزایر فالکلند
- گویان فرانسه
- برزیل - ایالت‌های شمال شرقی
  - آلاگواس, آماپا, باهیا, سئارا, مارانیائو, پارا, پارائیبا, پرنامبوکو, پیاوی, ریوگرانده دو نورتی, سرژیپه, توکانتینس
- آرژانتین[۱]
- جنوبگان - گراهام لند

## زمان استاندارد نیمکره جنوبی
- کشور برزیل - ایالت‌های جنوبی و جنوب شرقی
  - مناطق فدرال برزیل, اسپیریتو سانتو, گوییاس, میناس گرایس, پارانا (برزیل), ریو دو ژانیرو, ریو گرانده دو سول, سانتا کاتارینا, ایالت سائوپائولو, باهیا
- اروگوئه

## زمان استاندارد نیمکره شمالی
- گرینلند (Kalaallit Nunaat) - بیشتر island, including south coast and southwest coast - observes اتحادیه اروپا DST rules
- سنت پیر و ماژلان (فرانسه) - observes آمریکا شمالی n DST rules

## وقت تابستانی نیمکره شمالی
- کانادا (ساعت آتلانتیک )
  -  نوا اسکوشیا،  نیوبرانزویک،  جزیره پرنس ادوارد، لابرادور except the southeastern tip
- برمودا (انگلستان)
- گرینلند (Kalaallit Nunaat) - Northwest - area around Thule - observes آمریکا شمالی n DST rules

## وقت تابستانی نیمکره جنوبی
- برزیل - ایالت‌ها جنوب غربی
  - ماتو گروسو, ماتوگروسو جنوبی
- شیلی - سرزمین اصلی
- پاراگوئه